# Cabourg
Cabourg ist ein Seebad mit 3.654 Einwohnern (Stand: 1. Januar 2022) in der französischen Region Normandie im Département Calvados. Die Gemeinde gehört zum Arrondissement Lisieux.

## Geografie
Cabourg liegt am Ärmelkanal, an der Mündung des Flusses Dives, in den am südlichen Ortsrand sein Zufluss Divette einmündet. Der Küstenabschnitt um Cabourg heißt Côte Fleurie (Blumenküste).

## Geschichte
Der Name Cabourg deutet auf eine sächsische Siedlung des frühen Mittelalters in der Normandie hin. Bis 1853 war Cabourg ein kleines Fischerdorf. Der Pariser Rechtsanwalt Henri Durand-Morimbau beschloss, neben dem „alten“ Cabourg ein Seebad zu errichten. Er gründete eine Gesellschaft, die die Strände aufkaufte. Paul Leroux, ein junger Architekt aus Caen, entwarf den Plan der Stadt Cabourg-les-Bains. Das erste Casino wurde 1854 aus Holz erbaut und hunderte von Bäumen wurden entlang der geplanten Alleen gepflanzt. 1861 wurde das erste Grand Hotel in Cabourg gebaut.
Im Jahr 1887 wurde von einer Gruppe besorgter Bürger ein begehbarer Deich gebaut, der 1800 Meter lang war. Die Gemeinde übernahm 1912 den Unterhalt des Deiches.
Im Ersten Weltkrieg wurde das neu erbaute Grand Hotel als Hospital genutzt. Im Zweiten Weltkrieg wurde Cabourg von der deutschen Armee besetzt und am 21. August 1944 von der belgischen Brigade Piron befreit.
| Jahr      | 1793 | 1856 | 1861 | 1866 | 1881  | 1911  | 1936  | 1946  | 1962  | 1999  | 2016  | 2019  |
| --------- | ---- | ---- | ---- | ---- | ----- | ----- | ----- | ----- | ----- | ----- | ----- | ----- |
| Einwohner | 165  | 375  | 563  | 718  | 1.014 | 1.957 | 2.095 | 3.479 | 3.022 | 3.520 | 3.657 | 3.558 |

Seit 1793 stieg die Einwohnerzahl Cabourgs kontinuierlich an.

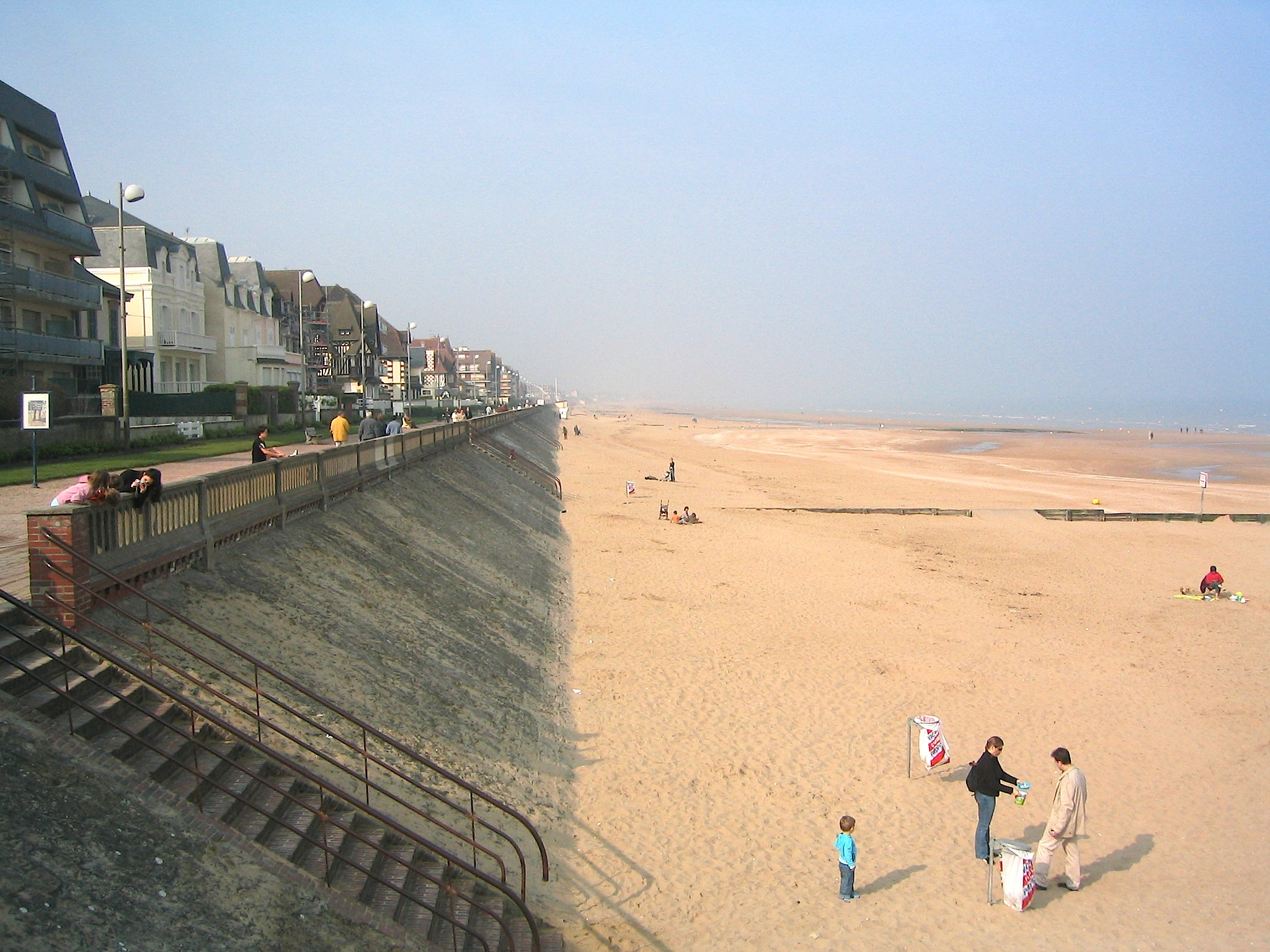
Strand

## Partnerstädte
- Atlantic City, Vereinigte Staaten
- Bad Homburg vor der Höhe, Deutschland
- Bad Mondorf, Luxemburg
- Bromont (Québec), Kanada
- Chur, Schweiz
- Jūrmala, Lettland
- Mayrhofen, Österreich
- Oussouye, Senegal
- Salcombe (Devon), Vereinigtes Königreich
- Spa, Belgien
- Terracina, Italien

## Kultur und Sehenswürdigkeiten

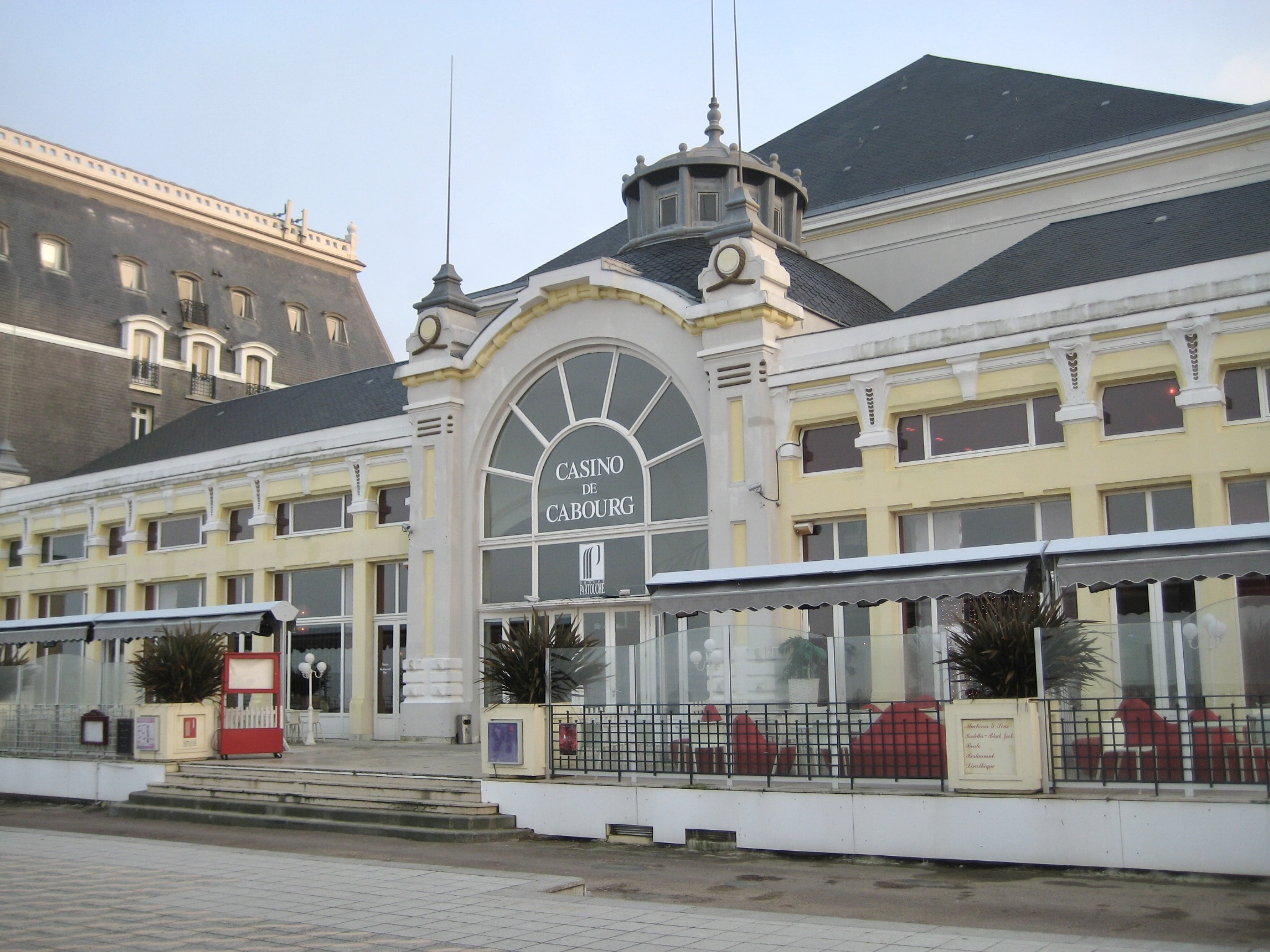
Casino

### Bauwerke
Das Casino und das Grand Hôtel in Cabourg wurden 1908 von den Architekten Lucien Viraut und Émile Mauclerc entworfen. Die Bauwerke zählen zu den am besten erhaltenen Beispiele für Badeorte der Belle Époque. Die Gebäude wurden 1993 in das Zusatzverzeichnis der Monuments historiques eingetragen.
Viele Villen stammen aus dem 19. Jahrhundert (bis Anfang des 20.), z. B. die Villa Marie-Antoinette, Villa Saint-Laurent, Villa Millet und die Villa Bon-Abri, heute ein Museum über die Belle Époque mit dem Namen Villa du Temps retrouvé.

### Regelmäßige Veranstaltungen
Seit 1983 wird jeweils im Juni das Festival du Film de Cabourg zelebriert und seit 1996 im April das Festival du Théâtre Universitaire et des Grandes Ecoles. Jedes Jahr im Herbst findet das Filmfestival Trophées Epona statt, in dem es um den besten internationalen Filmbeitrag zum Thema Pferd geht. Im Winter findet dann das Treffen europäischer aufführender Künstler statt, Les Rencontres Européennes des Artistes, organisiert von der Société civile pour l’administration des droits des artistes et musiciens interprètes (Gesellschaft zur Verwaltung der Rechte von Künstlern und Musikern), kurz Adami genannt. Jeden Sommer findet außerdem Le Salon du Livre de Cabourg statt, eine Veranstaltung mit Lesungen, die seit 1988 von Les Amis de Cabourg (den Freunden von Cabourg) organisiert wird.

## Wirtschaft

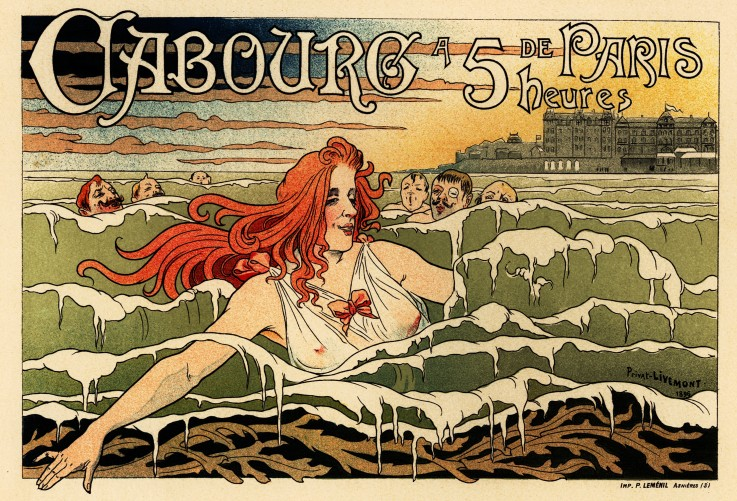
Werbeplakat von 1897

Ein wichtiger Erwerbszweig in Cabourg ist der Tourismus. Mittwochs und freitags von Juni bis September ist Markttag. Das Casino hat das ganze Jahr über geöffnet. Im Hippodrom finden von Juni bis August Pferderennen und Ausstellungen statt. Cabourg besitzt außerdem einen Golfplatz mit 18 Löchern. Von Juli bis August fährt eine Parkeisenbahn durch die Stadt.

## Persönlichkeiten
- Marcel Proust (1871–1922), der Schriftsteller verbrachte von 1907 bis 1914 jeden Sommer in Cabourg. Er schrieb im Grand Hotel an seinem Roman Auf der Suche nach der verlorenen Zeit (Originaltitel: „À la recherche du temps perdu“), in dem er Cabourg den Namen Balbec gab. Proust-Souvenirs sind in Cabourg allgegenwärtig (Madeleines, Cidre, Salzkaramell etc.).
- Jean-François Dubos (* 1945), Manager, Vorstandschef von Vivendi